# Norvellina mildredae
Norvellina mildredae är en insektsart som beskrevs av Ball 1901. Norvellina mildredae ingår i släktet Norvellina och familjen dvärgstritar. Utöver nominatformen finns också underarten N. m. minuta.